# هورکی ناد ییزروو
هورکی ناد ییزروو (به چکی: Horky nad Jizerou) یک منطقهٔ مسکونی در جمهوری چک است که در ناحیه ملادا بولسلاو واقع شده‌است.